# Geographie

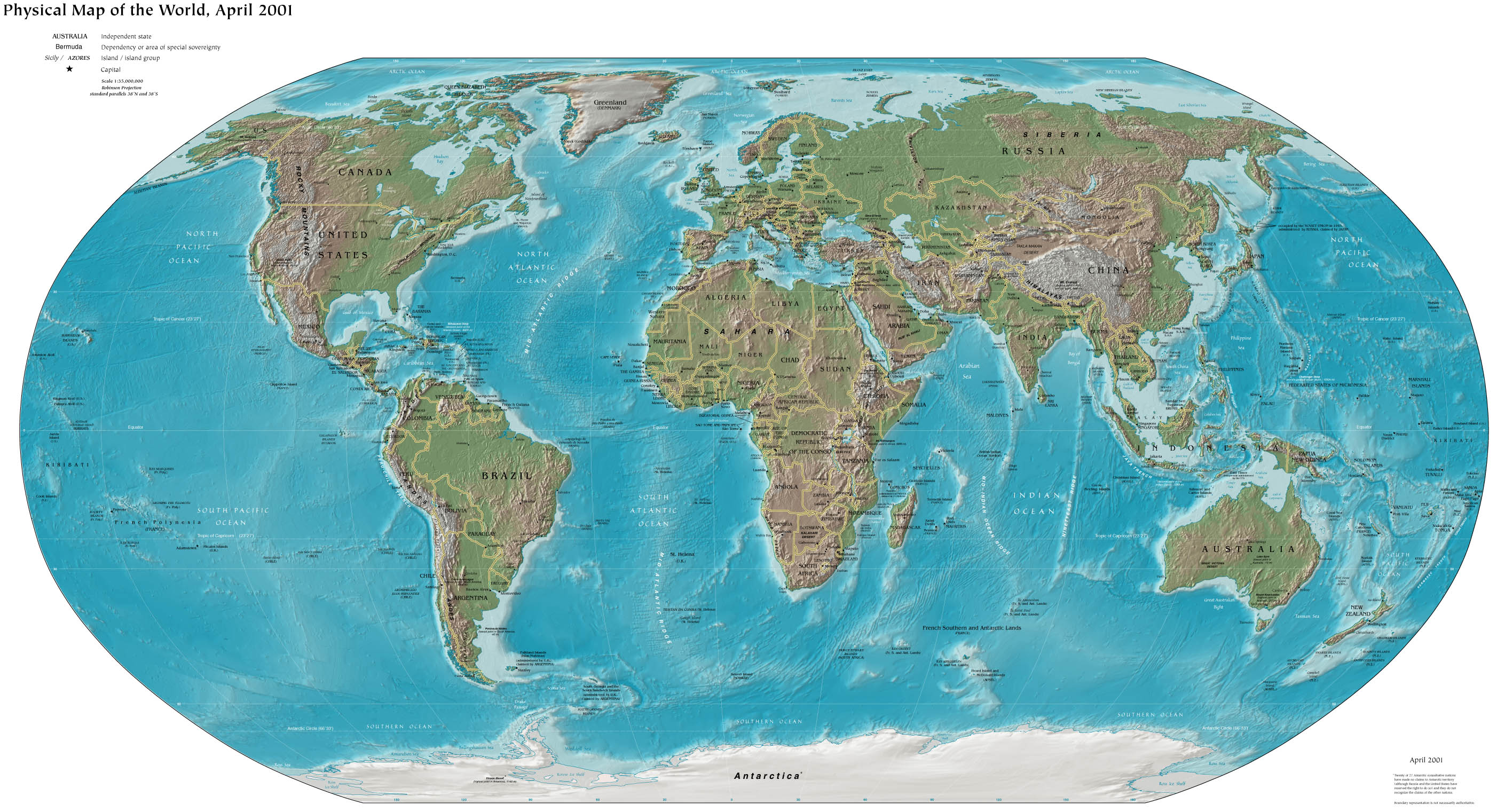
Physische Weltkarte

Die Geographie bzw. Geografie (von altgriechisch γεωγραφία geōgraphía „Erdbeschreibung“; abgeleitet von γῆ gē „Erde“ und -graphie) oder Erdkunde ist die sich mit der Erdoberfläche befassende Wissenschaft, sowohl in ihrer physischen Beschaffenheit wie auch als Raum und Ort des menschlichen Lebens und Handelns. Sie bewegt sich dabei an der Schnittstelle zwischen den Naturwissenschaften, Geistes- und Sozialwissenschaften.
Gegenstand der Geographie ist die Erfassung, Beschreibung und Erklärung der Strukturen, Prozesse und Wechselwirkungen in der Geosphäre. Die physikalische, chemische und biologische Erforschung ihrer Einzelerscheinungen ist Gegenstand spezialisierter Geowissenschaften.

## Schreibweise
Bis zur amtlichen Neuregelung der deutschen Rechtschreibung war ausschließlich die Schreibweise Geographie richtig. Ab 1996 war auch Geografie zulässig, wobei Geographie im amtlichen Wörterverzeichnis zunächst als Hauptvariante verzeichnet war und seit 2004 keine der Schreibweisen als zu bevorzugen angegeben ist (die Unterscheidung zwischen Haupt- und Nebenvarianten ist im amtlichen Wörterverzeichnis generell fallen gelassen worden). Im amtlichen Regelteil wird vom Rat für deutsche Rechtschreibung jedoch ausschließlich die Variante „Geografie“ benutzt. Im Duden (27. Auflage) ist die Variante Geografie als „Dudenempfehlung“ gekennzeichnet. Traditionell wird in wissenschaftlichen Texten und unter Fachleuten weiterhin häufig die alte Schreibweise genutzt. So empfahl das Präsidium der Deutschen Gesellschaft für Geographie im Jahr 2003 einstimmig, die Schreibweise Geographie beizubehalten. Der Hinweis auf die Empfehlung wurde jedoch 2017 kommentarlos von der Website entfernt.

## Geschichte

### Antike und Mittelalter
Die Bedeutung geographischen Wissens wurde, soweit historisch überliefert, erstmals in der Antike von den Griechen erkannt. Vom Naturphilosophen Anaximander aus Milet wird berichtet, dass er als erster um 550 v. Chr. eine Karte der Erde und der Meere skizzierte. Herodot von Halikarnassos (484–424 v. Chr.) verfasste eine Vielzahl geographischer Berichte. Die Eroberungen Alexander des Großen öffneten den Blick der griechischen Gelehrten bis weit nach Asien hinein. Es entstanden Itinerarien, also Beschreibungen der Straßen und Verzeichnisse der Stationen auf Reisen, sowie Periploi, praktische Reisehandbücher für Seefahrer und Kaufleute, die oft auf persischen oder parthischen Quellen fußten.
Mit zunehmender Fernreisetätigkeit nahmen auch die Versuche der Erkundung der Gesamtgestalt der Welt zu. Neben der physikalischen Geographie und der Kulturgeographie entwickelten sich Anfänge einer mathematischen Geographie. Eine Berechnung des Erdumfangs gelang erstmals Eratosthenes (ca. 273–194 v. Chr.), während der um die Zeitenwende lebende Strabon eines der heute am besten erhaltenen geographischen Werke der Antike verfasste. Der Astronom Claudius Ptolemäus (ca. 100–170) sammelte topografisches Wissen von Seefahrern und gab Anleitungen für das Zeichnen von Landkarten. Die Erkenntnisse der Griechen nutzten die Römer weiter. Während des Mittelalters geriet die Geographie, wie andere Wissenschaftszweige auch, in Europa weitgehend in Vergessenheit. Neue Impulse kamen jedoch aus dem Kaiserreich China und der aufstrebenden Geographie und Kartographie im mittelalterlichen Islam.
Frühe theoretische Ansätze lieferte Albertus Magnus: In seiner Abhandlung De natura locorum beschrieb er die Abhängigkeit der Eigenschaften eines Ortes von seiner geographischen Lage. Im Anschluss daran führte der Wiener Astronom Georg Tannstetter die physikalische Geographie in den Kreis der universitären Lehrgegenstände ein (1514).

### Frühe Neuzeit

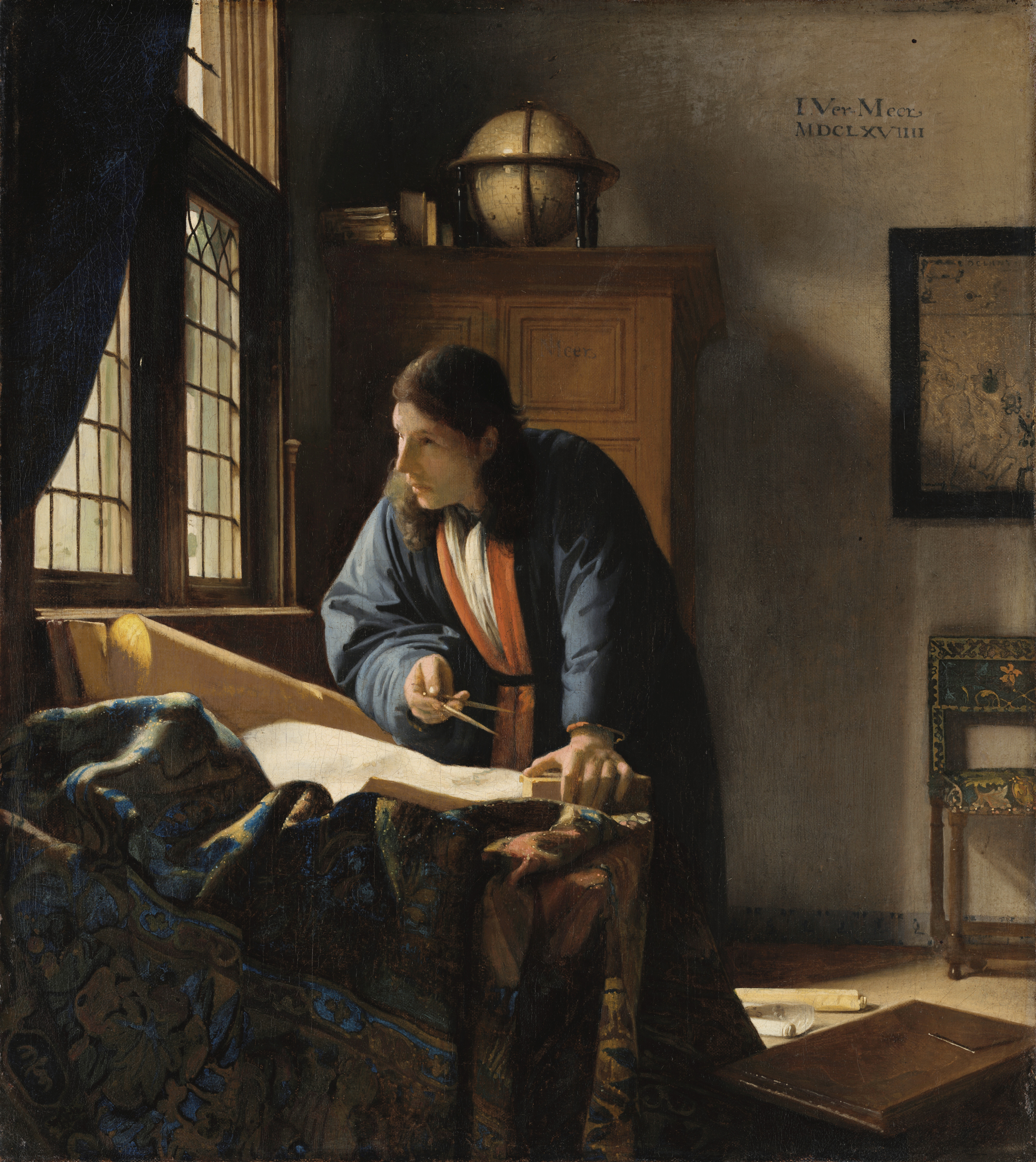
Jan Vermeer: Der Geograph

Die neuzeitliche Geographie wurde von Bartholomäus Keckermann (1572–1608) und Bernhard Varenius (1622–1650) begründet. Sie entwickelten ein Begriffssystem, unterschieden „Allgemeine Geographie“ (geographia generalis) und die „Regionale Geographie“ beziehungsweise Länderkunde (geographia specialis). Sie sahen Völker, Staaten und Orte in einem räumlichen, historischen und auch religiösen Kontext. Zu Beginn des 18. Jahrhunderts beförderten in Deutschland vor allem Johann Hübner (1668–1731) und Johann Gottfried Gregorii alias Melissantes (1685–1770) durch ihre Lehrbücher, thematischen Lexika und Atlanten die Verbreitung der Geographie in weite Teile der bildungsnahen Bevölkerung.
Das Zeitalter der Aufklärung förderte Erklärungsversuche von Naturerscheinungen durch Wissenschaftler wie Johann Gottfried Herder (1744–1803) und Georg Forster (1754–1794). Anton Friedrich Büsching (1724–1793) verfasste die elfbändige Neue Erdbeschreibung mit Beschreibungen der Länder und deren Wirtschaft.

### Etablierung als eigenständige Disziplin

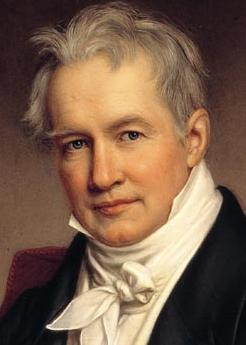
Alexander von Humboldt

Alexander von Humboldt (1769–1859) und Carl Ritter (1779–1859) begründeten schließlich die moderne wissenschaftliche Geographie, deren ursprüngliches länder- und landschaftskundliches Forschungsprogramm auf Herders Kulturtheorie basiert. Im Laufe des 19. Jahrhunderts gründeten sich zunächst vielerorts „geographische Gesellschaften“, während die universitäre Institutionalisierung des Fachs vor allem mit der Gründung des Deutschen Reichs vorangetrieben wurde.
Ferdinand von Richthofen (1833–1905) definierte die Geographie zu jener Zeit als „Wissenschaft von der Erdoberfläche und den mit ihr in ursächlichem Zusammenhang stehenden Dingen und Erscheinungen“. Dieser geodeterministische Betrachtung standen das von Paul Vidal de la Blache (1845–1918) geprägte Konzept des Possibilismus sowie die von Alfred Hettner (1859–1941) formulierte Chorologie gegenüber. Einzelne Fachvertreter wie Élisée Reclus (1830–1905) knüpften früh Verbindungen zur aufkommenden Soziologie. Auch belegt etwa das Entstehen der ersten Nationalparks, dass der prägende Einfluss des Menschen auf seine Umwelt nicht nur bekannt, sondern auch von politischer Bedeutung war.
Insbesondere die deutsche Geographie war aber letztendlich von sozialdarwinistisch und völkisch argumentierenden Vertretern wie Alfred Kirchhoff (1838–1907), dem als Begründer der Humangeographie geltenden Friedrich Ratzel (1844–1904) und dem Geomorphologen Albrecht Penck (1859–1945) bestimmt. Anwendung fanden diese Ansichten schließlich vor allem durch die Geopolitik, wie sie insbesondere durch Halford Mackinder (1861–1947) und Karl Haushofer (1869–1946) formuliert worden war.

### Neuere Entwicklungen
Nach dem Zweiten Weltkrieg wandte sich die geographische Forschung im deutschsprachigen Raum zunächst Themengebieten von relativ geringer politischer Brisanz zu. Carl Troll (1899–1975), Karlheinz Paffen (1914–1983), Ernst Neef (1908–1984) und Josef Schmithüsen (1909–1984) entwickelten die Landschaftsökologie, Hans Bobek (1903–1990) und Wolfgang Hartke (1908–1997) die Sozialgeographie weiter. Eine stärker an den Erfordernissen der Raumplanung orientierte, nicht zuletzt auf den Werken von Walter Christaller (1893–1969) aufbauende Geographie wurde dagegen zunächst in Schweden durch Torsten Hägerstrand (1916–2004) und im anglo-amerikanischen Raum etabliert.
Seit Ende der 1960er Jahre (Quantitative Revolution) versteht sich auch die deutschsprachige Geographie zunehmend als angewandte Wissenschaft und sucht ihre Themen im Zusammenhang mit Städtebau, Entwicklung des ländlichen Raumes, Raumplanung oder dem Umweltschutz. Gleichzeitig trägt die Entstehung einer sich als kritisch verstehenden Geographie dieser neuerlich übernommenen gesellschaftspolitischen Verantwortung Rechnung. Durch die wachsende Spezialisierung im 20. Jahrhundert entstand die Vielfalt der heutigen Teildisziplinen und die Aufteilung zwischen Physischer Geographie und Humangeographie.

## Ordnungsschema

### Das Drei-Säulen-Modell der Geographie
Es existieren verschiedene Versuche, die Geographie schematisch zu ordnen. Die im heutigen Wissenschaftsbetrieb bedeutsamste ist die Einteilung in die beiden großen Teilgebiete der Physischen Geographie und der Humangeographie nebst einem interdisziplinären Bereich als dritter „Säule“. Es lassen sich jeweils diverse Unterdisziplinen identifizieren, wobei die Teilbereiche der physischen Geographie insgesamt relativ stark in die übergeordneten naturwissenschaftlichen Disziplinen integriert sind, während diejenigen der Humangeographie wiederum untereinander eng vernetzt sind.

#### Physische Geographie

Klimageographie: Klimaklassifikation nach Köppen und Geiger

Die Physische Geographie (oder Physiogeographie) beschäftigt sich in erster Linie mit den natürlichen Bestandteilen und Strukturen der Erdoberfläche. Dabei wird die Tätigkeit des Menschen zur Erklärung der Landschaftsgenese auch behandelt.
Teilgebiete der Physischen Geographie sind unter anderem:
- Biogeographie
  - Geobotanik (Pflanzengeographie)
  - Phylogeographie
  - Vegetationsgeographie
  - Geozoologie (Zoogeographie)
- Bodengeographie
- Geomorphologie
- Geoökologie
  - Landschaftsökologie
  - Stadtökologie
- Hydrogeographie
- Klimageographie beziehungsweise Klimatologie

#### Humangeographie

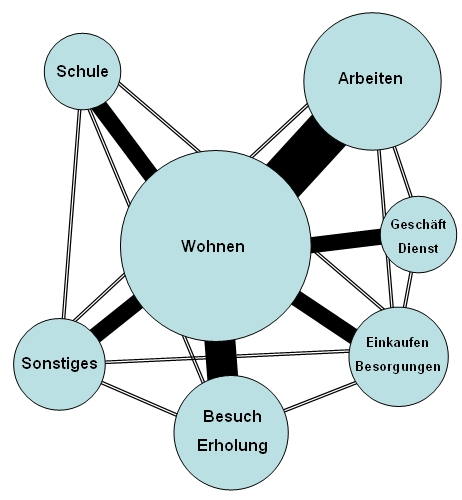
Die Daseinsgrundfunktionen der Münchner Schule der Sozialgeographie

Die Humangeographie (auch Anthropogeographie, selten Kulturgeographie) beschäftigt sich sowohl mit dem Einfluss des Menschen auf den geographischen Raum, als auch mit dem Einfluss des Raums auf den Menschen − beispielsweise im Zusammenhang mit der räumlichen Verteilung von Bevölkerung oder Wirtschaftsgütern. Ehemals als Teil der Geisteswissenschaften aufgefasst, hat sie sich insbesondere seit den 1980er Jahren (spatial turn) den Gesellschaftswissenschaften angenähert. Hartmut Leser (2001) definiert die Humangeographie als denjenigen „Teilbereich der Allgemeinen Geographie, der sich mit der Raumwirksamkeit des Menschen und mit der von ihm gestalteten Kulturlandschaft und ihren Elementen in ihrer räumlichen Differenzierung und Entwicklung befasst.“
Die Sozialgeographie und die Kulturgeographie gelten dabei als „Kerngebiete“ der Humangeographie, da sie alle weiteren Unterdisziplinen berühren. Teilweise werden diese Begriffe auch als Synonym für die Humangeographie im Ganzen verwendet. Auch die politische Geographie, zumal in ihrer damaligen Anwendung als Geopolitik und Militärgeographie, ist eng in die Gründungsgeschichte der Humangeographie verwoben, bildet heute aber eine eigenständige Fachrichtung. Weitere sozialwissenschaftlich orientierte Bereiche der Geographie stellen die Bevölkerungsgeographie, die Bildungsgeographie und die Religionsgeographie dar. Einige andere Unterdisziplinen, die diesem Fächerspektrum zugerechnet werden können, werden im deutschen Sprachraum allerdings nur in geringem Maß oder als Teil anderer sozialwissenschaftlicher Fachrichtungen betrieben. Dazu gehören unter anderem die Kriminalgeographie, die Sprachgeographie mit der Dialektgeographie und die Wahlgeographie.
Zu den klassischen Teilgebieten der Humangeographie zählen jene Unterdisziplinen, die sich mit der vom Menschen errichteten gebauten Umwelt befassen, also die Siedlungsgeographie, die Geographie ländlicher Räume, die Stadtgeographie und die Verkehrsgeographie. Letztere wird teilweise auch zur Wirtschaftsgeographie gerechnet, die außerdem die Geographie des primären (Agrargeographie), sekundären (Industriegeographie) und tertiären Wirtschaftssektors (Handelsgeographie, Tourismusgeographie) umfasst. Als Querschnittsdisziplin kommt zudem der Energiegeographie wachsende Bedeutung zu.
Eine Sonderstellung nimmt die Historische Geographie ein. Ursprünglich vor allem mit genetischer Siedlungsforschung beschäftigt und damit humangeographisch orientiert, ist das Fach inzwischen relativ stark interdisziplinär integriert und insbesondere eng mit der Umweltgeschichte verbunden. Klassische Anwendungsbereiche sind die Kulturlandschaftsforschung, Waldgeschichte, Wüstenbildungsforschung oder Flusslaufdokumentation. Die raum-zeitliche Ausbreitung von Phänomenen ist Gegenstand der geographischen Diffusionsforschung.

#### Mensch-Umwelt-Beziehungen
Auch wenn sich natur- und geistes- bzw. sozialwissenschaftlich orientierte Ansätze der Geographie inzwischen in ihrer methodischen Vorgehensweise stark voneinander unterscheiden, ergeben sich hinsichtlich der Fragestellungen weiterhin Überschneidungen. Da diese vor allem die Folgen menschlichen Handelns auf die Natur und deren Rückwirkung auf die Gesellschaft betreffen, wurde dieser der Humanökologie nahestehende Teilbereich teilweise als physische Anthropogeographie bezeichnet, ein Begriff von allgemeiner Verwendung existiert jedoch nicht. Eng eingebunden ist die Geographie auch in die interdisziplinäre Erforschung von spezifischen Mensch-Umwelt-Systemen wie die Gebirgs-, Küsten-, Polar-, Tropen- und Wüstenforschung.

### Allgemeine und Regionale Geographie

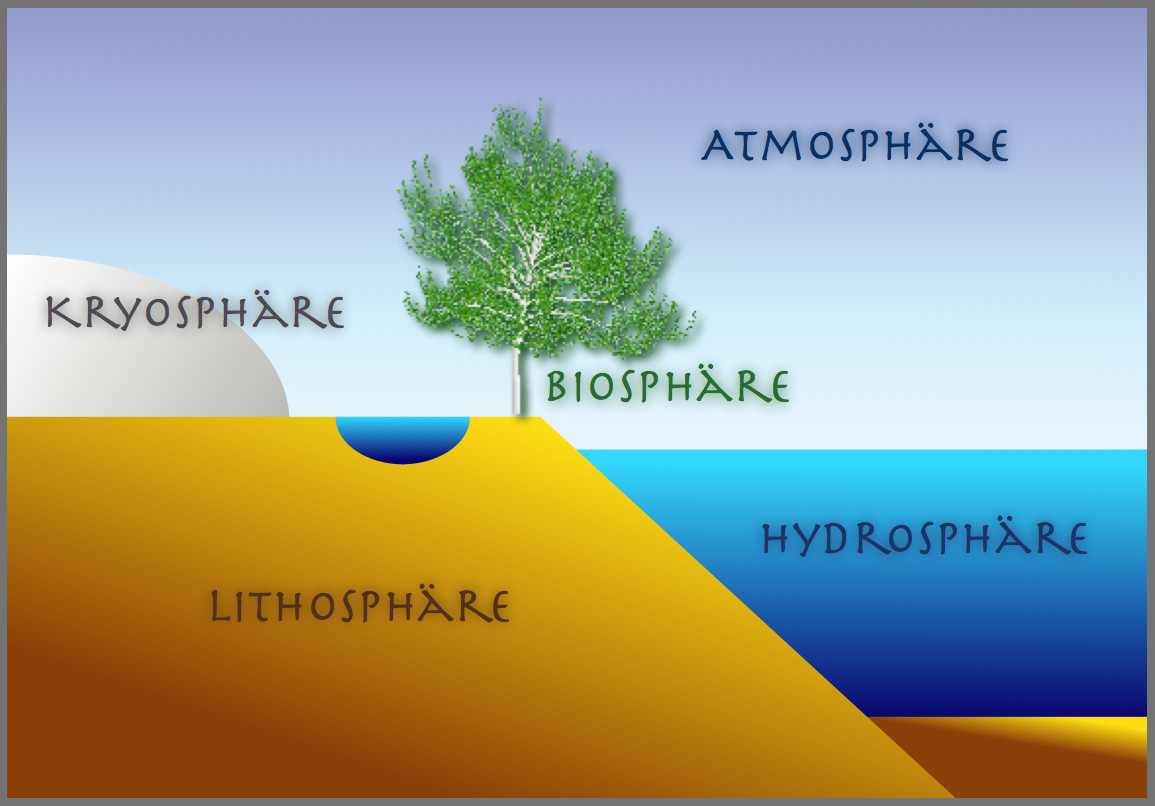
Unterteilung der Geosphäre

Eine traditionelle Einteilung hingegen ist jene in die Allgemeine Geographie und die Regionale Geographie, wie sie etwa im länderkundlichen Schema von Alfred Hettner modellhaft dargestellt wurde. Die Allgemeine Geographie ist demnach der Teil der Geographie, welcher sich nomothetisch mit den Geofaktoren der Erdoberfläche (Geosphäre) beschäftigt. Im Mittelpunkt stehen zumeist ein Geofaktor (z. B. Wasser, Boden, Klima etc.) und dessen Wechselwirkungen mit anderen Geofaktoren. Die allgemeine Geographie beschäftigt sich somit mit allgemeinen Gesetzmäßigkeiten in der gesamten Geosphäre. Physische Geographie und Humangeographie sind dann lediglich Teile der Allgemeinen Geographie.
Regionalgeographie oder Regionale Geographie (Spezielle Geographie) wird gemäß dieser Unterteilung als jener Teil der Geographie verstanden, welcher sich idiographisch oder typologisch mit bestimmten Teilgebieten der Erdoberfläche (Geosphäre) beschäftigt. Im Mittelpunkt steht somit eine Region, z. B. ein Land oder eine Landschaft, die wissenschaftlich in Bezug auf Raum und Zeit, abiotische und biotische Faktoren, den Menschen und Wechselwirkungen untersucht wird. Räumliche Elemente, Strukturen, Prozesse und Funktionsweisen (Wechselwirkungen zwischen den Geofaktoren) werden erfasst, klassiert und erklärt. Die Regionalgeographie lässt sich unterteilen in die einzelnen Fachrichtungen der Geographie (z. B. Bevölkerungsgeographie, Siedlungs- und Stadtgeographie, Biogeographie) und zudem in die Länderkunde, also die idiographische Untersuchung von Raumindividuen, und die Landschaftskunde, die typologische Untersuchung von Raumtypen.
Kritik: Bis weit ins 20. Jahrhundert hinein galten Länder- und Landschaftskunde als der eigentliche „Kern“ der Geographie, der dem Fach eine gewisse Identität gab. Werke mit entsprechender Thematik werden weiterhin produziert und die Regionalgeographie ist auch weiterhin wesentlicher selbstverständlicher Forschungsgegenstand an bedeutenden Universitäten, doch gibt es vereinzelt auch kritische Stimmen, welche die Regionalgeographie und ihre wissenschaftliche Bedeutung in Bezug auf die Begriffe Länderkunde und Landschaftskunde nachrangig sehen. Die Regionale Geographie erfuhr demnach einen Bedeutungswandel und beschäftigt sich, statt Regionen als Forschungsgegenstand vorauszusetzen, mit dem Regionalisierungsvorgang an sich. Damit ist sie heute Teil von Sozial- und Wirtschaftsgeographie sowie des interdisziplinären Felds der Regionalwissenschaft.

### Theoretische und Angewandte Geographie
Die Angewandte Geographie, die in der zweiten Hälfte des 20. Jahrhunderts in Abgrenzung zur Theoretischen Geographie entstand, stellt eine normative Form der geographischen Forschung dar, die sich in allen ihren Fachgebieten wiederfindet. Gegenstand der Angewandten Geographie ist die Analyse und Planung räumlicher Strukturen und Prozesse sowie die Lösung raumbezogener Probleme. Praktische Anwendungsgebiete sind die Raumplanung oder der Umweltschutz. Insbesondere einige Forschungsbereiche der physischen Anthropogeographie sind normativ etwa auf die Paradigmen der Nachhaltigkeit und der Gesundheit hin ausgerichtet. Beispiele hierfür sind die Geographische Entwicklungsforschung, die Geographische Risikoforschung und die Medizinische Geographie.

## Didaktik
Unter Schulgeographie versteht man das Schulfach Geographie, auch Erdkunde genannt (in Österreich Geographie und wirtschaftliche Bildung), und die dazugehörige Ausbildung für das Lehramt. Zentrales Anliegen dieses Zweiges ist – wie in jeder Disziplin – Wissenschaftsdidaktik in ihrer speziellen Ausprägung als Geographiedidaktik. Daher umfasst die Schulgeographie auch die Methodologie der systematischen Reduzierung, Paradigmenbildung und didaktischen Aufbau des Fachgebiets in den verschiedenen Schultypen (Erstellung von Lehrplänen und Lerninhalten). Innerhalb der Geographiedidaktik greift die Lehre und das Lernen im Fach auf sechs verschiedene Basiskonzepte zurück, die als Strukturhilfen und Leitideen fungieren. Das übergeordnete („größte“) Basiskonzept der Geographie ist das „(Mensch-Umwelt-)System“. Dieses System kann mit den Konzepten „Struktur-Funktion-Prozess“, den „Maßstabsebenen“, den „Raumkonzepten“, dem „Nachhaltigkeitsviereck“ sowie den „Zeithorizonten“ untersucht werden. Im weiteren Sinne kann die Geographiedidaktik auch in die hochschulische Lehre selbst eingreifen und auch Schulkartografie, Weiterbildung, Beratung und Information umfassen, und so zum Tätigkeitsfeld eines angewandten Geographen werden (Erstellung etwa von Lehrbüchern, Lehrsendungen, geographischen Dokumentationen, Kartenwerken, bzw. Fachberatung bei denselben. und Öffentlichkeitsarbeit.)

## Methodologie

### Allgemeines
Als „Brückenfach“ zwischen natur-, geistes- und gesellschaftswissenschaftlichen Disziplinen besteht in der Geographie generell eine große methodische Vielfalt, die die Bandbreite an möglichen Forschungsobjekten reflektiert. Während die Erstellung von Karten und die Nutzung geographischer Informationssysteme (GIS) als wichtige Darstellungs- und Forschungsmethoden in allen Teilbereichen zu finden sind, kommen außerdem den jeweiligen Nachbardisziplinen entlehnte Verfahren zur Anwendung.

### Vergleichende Geographie
Die Vergleichende Geographie wurde schon im 19. Jahrhundert von Carl Ritter und Oskar Peschel begründet. Sie ist eine Vorgehensweise, die zwei typologische Kategorien in Bezug setzt.

### Geoinformatik
Ein aktueller methodischer Teilbereich, der zunehmend Bedeutung in der Geographie erlangt und auch der Mathematischen Geographie zugerechnet werden kann, ist die Geoinformatik. Sie verwendet Methoden der Informatik bei der Bearbeitung geographischer Fragestellungen. Aufgabenfelder der Geoinformatik sind:
- Entwicklung, Erstellung und Pflege von geographischen Informationssystemen (GIS): Mit ihnen werden räumliche Daten gesammelt, verarbeitet, ausgewertet und kartografisch dargestellt.
- digitale Kartografie: Dieser Bereich beschränkt sich nur auf die Visualisierung räumlicher Daten.
- Fernerkundung: Satelliten- oder luftfahrtgestützte Beobachtung der Erde mit Hilfe elektromagnetischer Strahlung, die von Sensoren erfasst wird.
- Modellierung: Idealisierte Nachbildung realer Phänomene, um Prognosen zu erstellen (z. B. Klima- oder Abflussmodelle).
- Statistik: Verwendung von Software-Werkzeugen, um Datensätze mit statistischen Methoden auszuwerten (siehe auch: Geostatistik).

## Ästhetische Dimension
Der kritische Geograph Gerhard Hard argumentierte nach 1968, dass der Landschaftsgeographie, die seit Alexander von Humboldt den Kern der klassischen Geographie bildet, Wahrnehmungsmuster zugrunde liegen, die aus der Landschaftsmalerei stammen. Daher bestimmten jene Forschungsrichtungen, die sich auf Landschaft beziehen wie z. B. die Landschaftsökologie, ihren Gegenstand primär auf ästhetischer Weise, der erst sekundär mit einem szientistischen Methodendesign versehen werde. Dieses führe wiederum dazu, dass die ästhetischen Implikationen innerhalb der Profession nicht bewusst reflektiert werden.
Obwohl sich die Geographie immer wieder neu verstanden und ausgerichtet hat, sieht Gábor Paál ein kontinuierliches Merkmal in der ästhetischen Grundlage, die der Wissenschaft zugrunde liegt. Demnach ist es immer ein zentrales Motiv von Geographen gewesen, räumliche Muster zu erkunden und zu verstehen, und zwar insbesondere solche Muster, die sich in ihrer Größenordnung innerhalb des menschlichen Aktionsradius bewegen: Sie befasst sich mit Mustern „von der Größenordnung dessen, was das menschliche Augen ohne große Anstrengung noch erkennen kann bis zur gesamten Erdoberfläche.“ Ansätze, die sich explizit mit Umweltwahrnehmungen auseinandersetzen, werden unter der Wahrnehmungsgeographie gefasst.

### Überblicks- und Nachschlagewerke
- Ernst Brunotte, Hans Gebhardt, Manfred Meurer, Peter Meusburger, Josef Nipper (Hrsg.): Lexikon der Geographie. Spektrum, Heidelberg 2002, ISBN 3-8274-0416-9.
- Hans Gebhardt, Rüdiger Glaser, Ulrich Radtke, Paul Reuber (Hrsg.): Geographie. Physische Geographie und Humangeographie. 2. Auflage. Spektrum, Heidelberg 2011, ISBN 978-3-8274-2816-5.
- Hartmut Leser (Hrsg.): Diercke-Wörterbuch Geographie. Raum – Wirtschaft und Gesellschaft – Umwelt. 15. Auflage. Westermann, Braunschweig 2011, ISBN 978-3-14-114445-1.

### Fachgeschichte und -theorie
- Hanno Beck: Geographie. Europäische Entwicklung in Texten und Erläuterungen. Alber, Freiburg 1973, ISBN 3-495-47262-2 (Orbis academicus. Problemgeschichten der Wissenschaft in Dokumenten und Darstellungen. Band 2/16).
- Heinz Peter Brogiato: Geschichte der deutschen Geographie im 19. und 20. Jahrhundert. Forschungsstand und methodische Ansätze. In: Schenk, Winfried & Konrad Schliephake (Hrsg.): Allgemeine Geographie. (= Perthes GeographieKolleg), Gotha 2005, S. 41–81.
- Daniela Dueck: Geographie in der antiken Welt. Zabern, Darmstadt 2013, ISBN 978-3-8053-4610-8.
- Ulrich Eisel: Die Entwicklung der Anthropogeographie von einer „Raumwissenschaft“ zur Gesellschaftswissenschaft. Gesamthochschulbibliothek, Kassel 1980.
- Gerhard Hard: Die Geographie. Eine wissenschaftstheoretische Einführung. De Gruyter, Berlin 1973.
- Hans-Dietrich Schultz: Die deutschsprachige Geographie von 1800 bis 1970. Ein Beitrag zur Geschichte ihrer Methodologie. Selbstverlag d. Geograph. Inst. d. FU Berlin, Berlin 1980.
- Heiner Dürr, Harald Zepp: Geographie verstehen. Ein Lotsen- und Arbeitsbuch. Paderborn 2012.
- Felix Schmutterer: Carl Ritter und seine „Erdkunde von Asien“. Die Anfänge der wissenschaftlichen Geographie im frühen 19. Jahrhundert. Dietrich Reimer, Berlin 2018.
- Antje Schlottmann, Jeannine Wintzer: Weltbildwechsel: Ideengeschichten geographischen Denkens und Handelns. Bern 2019.

### Verbände und Institutionen
- Deutsche Gesellschaft für Geographie DGfG
- Verband für Geographie an deutschsprachigen Hochschulen und Forschungseinrichtungen VGDH
- Deutscher Verband für angewandte Geographie DVAG
- Hochschulverband für Geographie und ihre Didaktik HGD
- Gesellschaft für Erdkunde zu Berlin
- Institut für Länderkunde, Leipzig
- Österreichische Geographische Gesellschaft ÖGG
- Verband der wissenschaftlichen Geographie Österreichs
- Verband Geographie Schweiz ASG

### Informationsangebote
- Geographie auf SwissEduc Unterrichtsmaterialien
- Geographisches Informationssystem inkl. Literatur-, Adress- und Linksuche sowie Web-Mapping-Anwendung
- Geographisches Portal – mygeo.info mit Online-Wörterbuch Deutsch/Englisch
- Linksammlung sowie News und Buchtipps – geomagazin.net
- GEO-LEO – Virtuelle Fachbibliothek Geowissenschaften, Geographie, Bergbau, Thematische Karten